# Xantoidní forma
Xantoidní forma (případně varieta) je forma či varieta vyšších hub, která se oproti základní liší zbarvením plodnic. Dominuje žlutý pigment, zatímco červené, hnědé a další pigmenty chybějí. Xantoidní formy a variety tvoří především hřiby, nejčastěji pak sekce Luridi. Většina hub, která se vyskytuje v xantoidních formách, obvykle tvoří i barevné přechody mezi klasicky vybarvenými a xanthoidními plodnicemi. Ne vždy jsou však platně mykologicky popsané.
| houba            | přechodová forma/varieta | xantoidní forma/varieta  |
| ---------------- | ------------------------ | ------------------------ |
| hřib koloděj     | -                        | hřib koloděj prvosenkový |
| hřib kovář       | hřib kovář odbarvený     | hřib žlutý               |
| hřib královský   | -                        | hřib královský zlatý     |
| hřib Le Galové   | hřib Špinarův            | -                        |
| hřib meruňkový   | -                        | hřib meruňkový žlutavý   |
| hřib modračka    | -                        | hřib modrák citronový    |
| hřib nachový     | -                        | hřib zlatožlutý          |
| hřib rudonachový | -                        | hřib žlutonachový        |
| hřib satan       |                          | hřib hlohový             |
| hřib vlčí        | -                        |                          |

pozn.: zeleně označené formy jsou popsané v literatuře, ale nemají přiřazen název